# Art Abscons

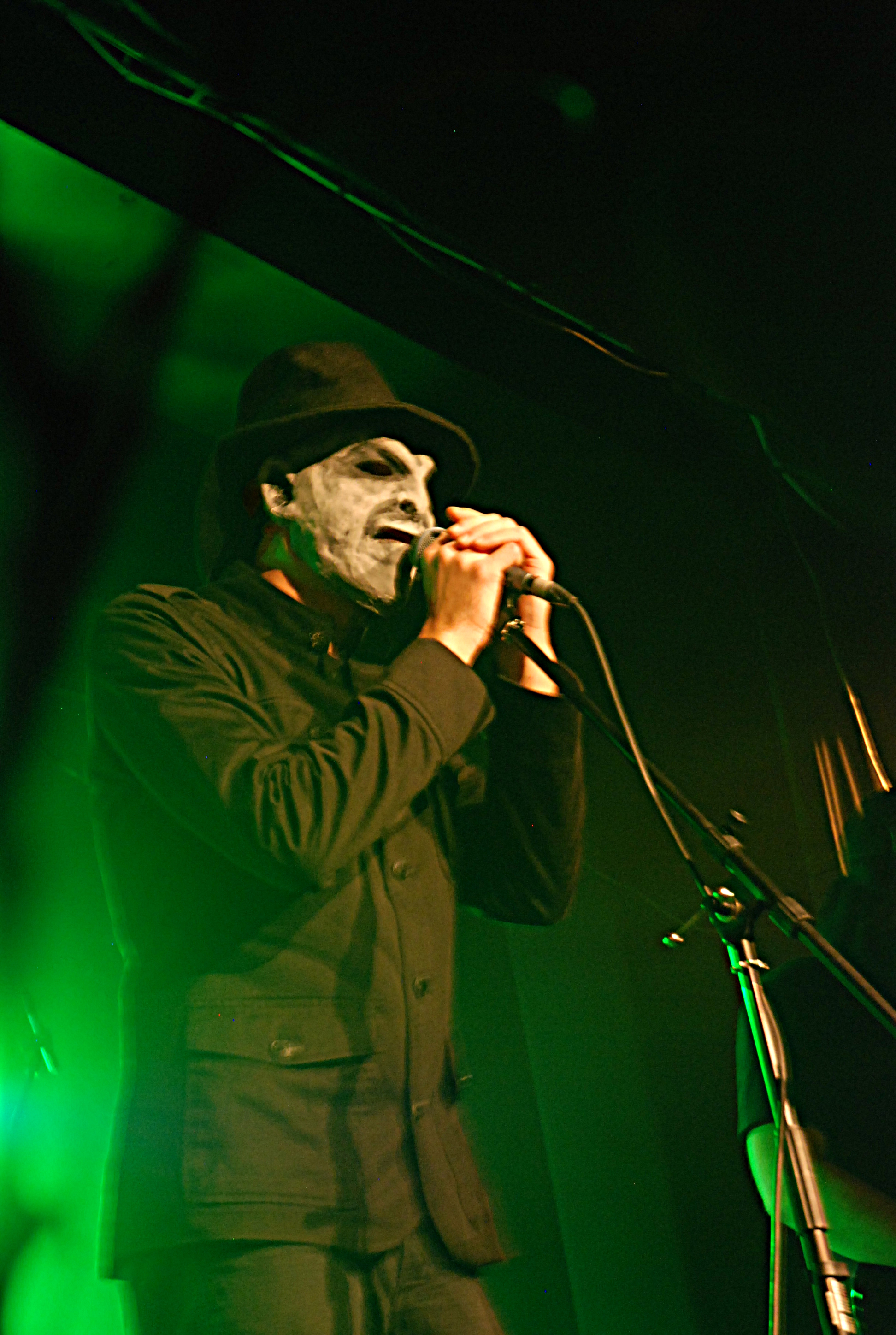
Art Abscon appearing live at the Rauhnacht-Festival on New Year’s Eve 2011 in Leipzig.

ART ABSCONs ist ein deutsches psychedelisches Musikprojekt. Geführt wird es von der Kunstfigur Art Abscon.

## Konzept
Das Projekt basiert auf einem Kunstkonzept, dem zufolge der Künstler sich rein als Medium versteht und daher anonym bleibt. Art Abscons bürgerlicher Name, sein Wohnort und seine Herkunft wurden lange geheim gehalten. Bei Konzerten und auf Bildern tritt der Künstler ausschließlich mit Maske in Erscheinung. Mittlerweile ist jedoch bekannt, dass sich hinter ART ABSCONs der Musiker und Musikproduzent Michael Tellbach verbirgt: „But that is even more secret. All I can say for now is that Michael, the man behind the Grandmaster’s mask, will soon present his own music project, which will be very different from ART ABSCONs. Look out for a guy called Tellbach.“ Er ist auch Inhaber des Labels „Opus Abscondi“.

## Der Name
Der Name ART ABSCONs ist mehrdeutig: So kann der erste Bestandteil „ART“ sowohl als Vorname als auch als Referenz an die Kunst, von französisch „art“ = „Kunst“, gedeutet werden. Die französische Vokabel „abscons“ bedeutet so viel wie „nicht zu verstehen“, was in der Zusammensetzung „unverständliche Kunst“ ergibt. Das Wort entstammt dem lateinischen Begriff „absconditus“ = „verborgen“. Dieser Wortbedeutung verdankt ein kleiner Ort in Nordfrankreich seinen Namen Abscon. Einer Überlieferung zufolge fanden die Römer in einem Wald in der heutigen Region Nord-Pas-de-Calais einen von Galliern verlassenen Ort vor. Da dieser durch den Forst geschützt und verborgen lag, bauten die Römer dort einen geheimen Stützpunkt auf und nannten ihn Abscondinium. Der Künstler greift den Namen Abscondinium in seinen Liedtexten auf und fasst ihn als eine Art metaphysisches „Reich der Kunst“.
Mystische Assoziationen ergeben sich auch vom Begriff des Deus absconditus her. Dieser Begriff ist in Jesaja 45.15 erwähnt und besagt, dass Gott prinzipiell nicht erkennbar ist. Dem gnostischen Weltbild nach befindet sich dieser Gott sogar außerhalb der Schöpfung. Er bildet das nicht erkennbare und nicht begreifbare höchste Prinzip. Dieses ist nicht mit dem Demiurgen zu verwechseln, dem Schöpfergott, der die Welt der Erscheinungen unperfekt und fehlerhaft ins Dasein gebracht hat. Dem gnostischen Verständnis nach offenbart sich der Deus absconditus nur im menschlichen Geist und wäre demnach der vollkommenen Erkenntnis, der Gnosis selbst, gleichzusetzen. Die Schöpfung hingegen verbirgt diesen göttlichen Kern einer Maske gleich. So verhält es sich auch mit Art Abscon: Des Künstlers Werk, seine Schöpfung, verbirgt ihn, ist also seine Maske.

## Die Kunsttheorie
Mit dem Konzept des maskierten Künstlers einher geht bei ART ABSCONs eine Kunsttheorie, der zufolge der Künstler nur ein Medium ist und keine eigene Originalität besitzt. Der Mensch Michael empfängt die Inspiration des mystischen „Großmeisters“ Art Abscon nach eigenen Angaben in Träumen. In einem Interview mit dem Webzine Cvlt Nation hat er sich sogar explizit gegen das Konzept von Urheberrecht und geistigem Eigentum gewandt; denn seiner Auslegung nach können Künstler keinen Besitzanspruch auf Ideen geltend machen, die sie von einem überpersönlichen Prinzip empfangen haben.

## Kooperationen
Eine enge Zusammenarbeit verbindet ART ABSCONs mit der amerikanischen Band Gnomonclast. Beide Musikprojekte unterstützen sich gegenseitig auf Studioalben. Zusätzlich hat es drei gemeinsame Live-Auftritte gegeben, am 25. September 2010 in Prag, Tschechische Republik, am 16. Juli 2011 in San Dona di Piave, Italien, am 27. Mai 2012 auf dem Wave-Gothic-Treffen in Leipzig, Deutschland, und am 11. Oktober 2013 in Kopenhagen, Dänemark. Hervorstechend ist bei beiden Musikprojekten die Auseinandersetzung mit dem Leitmotiv Zeit. In deren Verständnis erscheint die Zeit als feindliche Kraft, die in der Kunst überwunden wird. Ziel der Entwicklung ist offenbar die vollständige Auflösung der Zeit; so klingt es in Liedtexten wie „Die Zeit ist tot“ an.

## Die Musik
Musikalisch bietet ART ABSCONs sehr unterschiedlich präsentierte Melodien, die auf sind. Verwandt werden vor allem akustische Instrumente, die der Künstler Art Abscon nach eigenen Angaben in den meisten Fällen selbst einspielt. Ergänzt wird das klangliche Repertoire von verschiedenen Geräuschen, von Feldaufnahmen, aber auch von elektronisch erzeugten Lauten sowie Samples. Der Künstler gibt an, ein Instrument namens „Spektralophon“ erfunden zu haben, dessen genaue Funktionsweise er jedoch geheim hält. Wiederholt zitiert er in seiner Musik Neofolk-Topoi, die verfremdet und in neuen Kontext gesetzt werden und so in avantgardistischer Manier über das Genre hinausweisen.

## Diskografie

### Alben
- 2009. Spektral Magik (download; ParaLucid)
- 2010. Am Himmel mit Feuer (CD; Dead Scarlet Records)
- 2010. Der verborgene Gott (Vinyl; Blind Prophet Records)
- 2011. Der verborgene Gott (CD; Hau Ruck!)
- 2011. Am Himmel mit Feuer (Vinyl; Fronte Nordico)
- 2012. Les Sentiers Éternels (Vinyl; Fronte Nordico)
- 2013. Am Himmel mit Feuer II (CD; Fronte Nordico)
- 2013. Split mit Gabe Unruh RE (CD, SkullLine)
- 2013. Les Sentiers Éternels (Vinyl; Fronte Nordico)
- 2012. Vita Abscondi (MC; Brave Mysteries)
- 2014. Travelling with Ukulele (download)
- 2016. Fünf Lieder (download)
- 2016. Grand Master On Grand Piano: Art Abscons Plays Erik Satie (download)
- 2016. The Lost Tape (MC; Opus Abscondi)

### EPs
- 2011. October 31st EP (Vinyl; Vade Retro Records)

### Split-Alben
- 2010. Split mit Gabe Unruh (CDr; SkullLine)
- 2011. Split mit Luftwaffe / Gnomonclast (CDr; Old Europa Café)
- 2014. Song of Hate + Hate mit Gnomonclast (CD; Old Europa Café)